# Шарнірна черепаха МакКорда
Шарнірна черепаха МакКорда (Cuora mccordi) — вид черепах з роду Шарнірна черепаха родини Азійські прісноводні черепахи. Інша назва «гуансійська черепаха».

## Опис
Загальна довжина карапаксу досягає 13,4—16,5 см. Спостерігається статевий диморфізм: самиці більші за самців й мають дещо опуклий і плаский пластрон. Карапакс з'єднано з пластроном еластичною зв'язкою. Пластрон складається з 2-х частин, з'єднаних шарнірною зв'язкою, завдяки чому, черепаха може повністю закривати панцир. Череп укорочений. Між пальцями кінцівок є невеликі перетинки.
Голова має жовтуватий колір. Карапакс темно—коричневий або червонувато—коричневий. Пластрон має чорне або темно—коричневе забарвлення.

## Спосіб життя
Полюбляє високогір'я. Полює у воді і на суші. Харчується безхребетними, земноводними, дрібною рибою, равликами.
Зазвичай відкладання яєць відбувається у липні. Яйця білі і подовжені. На рік буває 2 кладки по 1—2 яйця у кожній. Інкубація триває близько 2 місяців.

## Розповсюдження
Мешкає в області Босе провінції Гуансі (Китай).